# Torneo Nacional de Boxeo Playa Girón 1971
Das Torneo Nacional de Boxeo Playa Girón 1971 wurde vom 28. Oktober bis zum 4. November 1971 auf der Isla de la Juventud ausgetragen und war die zehnte Austragung der nationalen kubanischen Meisterschaften im Amateurboxen.

## Medaillengewinner
Die Meistertitel wurden in elf Gewichtsklassen vergeben.
| Gewichtsklasse                  | Gold              | Silber            | Bronze            |
| ------------------------------- | ----------------- | ----------------- | ----------------- |
| Halbfliegengewicht (bis 48 kg)  | Pedro P. Cruz     | Agustín Santos    | Francisco Torres  |
| Halbfliegengewicht (bis 48 kg)  | Pedro P. Cruz     | Agustín Santos    | Miguel Pino       |
| Fliegengewicht (bis 51 kg)      | Ambrosio Céspedes | David Odelín      | René Hechavarría  |
| Fliegengewicht (bis 51 kg)      | Ambrosio Céspedes | David Odelín      | Isidro Despaigne  |
| Bantamgewicht (bis 54 kg)       | Alberto Brea      | Ramón Pérez       | Juan Arias        |
| Bantamgewicht (bis 54 kg)       | Alberto Brea      | Ramón Pérez       | Reynaldo Sánchez  |
| Federgewicht (bis 57 kg)        | Isidoro Álvarez   | Blas Sánchez      | Juan Cárdenas     |
| Federgewicht (bis 57 kg)        | Isidoro Álvarez   | Blas Sánchez      | Manuel Torres     |
| Leichtgewicht (bis 60 kg)       | Orlando Palacios  | Raúl Castillo     | Fernándo Valdés   |
| Leichtgewicht (bis 60 kg)       | Orlando Palacios  | Raúl Castillo     | Francisco Bagón   |
| Halbweltergewicht (bis 63,5 kg) | Duque Stable      | Gerardo Acea      | Elías Zayas       |
| Halbweltergewicht (bis 63,5 kg) | Duque Stable      | Gerardo Acea      | Pablo Céspedes    |
| Weltergewicht (bis 67 kg)       | Andrés Molina     | Félix Betancourt  | Jacinto Véliz     |
| Weltergewicht (bis 67 kg)       | Andrés Molina     | Félix Betancourt  | Jesús Álvarez     |
| Halbmittelgewicht (bis 71 kg)   | Julio Peláez      | Ernesto Milán     | Israel Silva      |
| Halbmittelgewicht (bis 71 kg)   | Julio Peláez      | Ernesto Milán     | Alejandro Lamouth |
| Mittelgewicht (bis 75 kg)       | Raúl Marrero      | Arquímides Viscay | Emilio Cuni       |
| Mittelgewicht (bis 75 kg)       | Raúl Marrero      | Arquímides Viscay | Juan Tamarit      |
| Halbschwergewicht (bis 81 kg)   | Gilberto Carrillo | Juan Pérez        | Reynaldo Meléndez |
| Halbschwergewicht (bis 81 kg)   | Gilberto Carrillo | Juan Pérez        | Israel Gorguet    |
| Schwergewicht (über 81 kg)      | Luis Valier       | Alberto Lescay    | Ramón Romero      |
| Schwergewicht (über 81 kg)      | Luis Valier       | Alberto Lescay    | Adolfo Gálvez     |